# Distant Skies, We Dream
Distant Skies, We Dream  ist ein Musikalbum von Fabian Dudek. Die 2022 entstandenen Aufnahmen erschienen am 23. Mai 2024 auf Traumton Records.

## Hintergrund
2019 veröffentlichte Fabian Dudek mit Creating Meaning das Debütalbum seines im Vorjahr gegründeten Quartetts. Im Februar 2022 folgte Isolated Flowers. Der Saxophonist Fabian Dudek spielte auch Distant Skies, We Dream mit dem Pianisten Felix Hauptmann, dem Bassist David Helm und dem Drummer Fabian Arends ein.
Das Album war zunächst als Studioalbum geplant. „Wir hatten die Stücke in der Fattoria [in Osnabrück] aufgenommen und fanden das Ergebnis eigentlich ganz gut“, so Dudek in den Linernotes, „zumal wir das Repertoire schon vorher in Konzerten verfeinert hatten.“ Anschließend gab das Quartett am 28. November 2022 ein Konzert im Kölner Jaki, „was eigentlich ein bisschen schwierig war. Umso mehr haben wir alle on fire gespielt, und der Auftritt entwickelte eine extrem starke Energie.“ Aufgrund der Intensität des Zusammenspiels fiel die Entscheidung, für das Album die Live-Aufnahmen zu verwenden, obgleich das Klavier im Club keineswegs die Klangqualität des Flügels im Studio hatte.

## Titelliste
- Fabian Dudek: Distant Skies, We Dream (Traumton 4722)[1]

1. Clouds Infinite 9:10
2. The River Flows Everywhere 11:35
3. Everything Is a Present 6:09
4. Water Mountain 6:17
5. When People Meet 6:45
6. Distant Skies, We Dream 6:41

Die Kompositionen stammen von Fabian Dudek.

## Rezeption
Auf seinem Album Distant Skies, We Dream würde Dudek lange Anläufe nehmen, bevor sich seine Themen und Motive konkretisieren, meinte Wolf Kampmann (Jazz thing). Nach seinem komplexen Doppelalbum „Protecting A Picture That’s Fading“ (2023) sei sein neues Programm etwas greifbarer. Die intellektuelle Nachdenklichkeit des Vorgängeralbums sei zwar geblieben, transformiere sich aber meist ins Gegenteil. Dudeks Band nehme die Hörer mit auf verschlungene Höhenpfade, die oft verhalten beginnen und in Gipfelstürmen von entfesselter Intensität enden. Diese Metamorphosen zwischen zwei höchst gegensätzlichen Dichtegraden kämen ohne jegliche Brüche aus. Dudek folge einer ureigenen Logik, die sich beim Hören sofort erschließe. „Seine Konvulsionen wirken wie Gewitter, die man aus der Ferne heranziehen und nach heftigsten Ausbrüchen auch wieder zum Horizont entschwinden sieht“.
Der Kölner Altsaxophonist würde als Spieler auch immer über den Tellerrand eingeschliffener Formen denken, urteilte Odilo Clausnitzer (WDR 3). In der Musik seines Quartetts verbinde Fabian Dudek Groove, Klangfarbenreichtum und brennend intensives Solospiel mit kühner Formgebung. Auf Distant Skies, We Dream würden die Aromen aufregend aufeinanderprallen.